# Seznam ameriških baletnikov
Seznam ameriških baletnikov.

## B
- Leslie Browne

## D
- Jacques d'Amboise

## E
- André Eglevsky

## F
- Suzanne Farrell

## T
- Twyla Tharp

## V
- Michael Vester